# 신세기 에반게리온
《신세기 에반게리온》(新世紀エヴァンゲリオン 신세이키 에반게리온[*], Neon Genesis EVANGELION; 약어 NGE, EVA, 에반게리온)은 1995년 10월 4일 방영을 시작한 이후, 상업적·비평적으로 큰 성공을 거둔 일본의 애니메이션 시리즈이다. TVA는 에반게리온 프랜차이즈의 시작으로 많은 애니메이션 관련 상을 받아 20년이 넘은 지금까지도 영향력을 가진 애니메이션으로 자리 잡았다.
《에반게리온》은 종말론적 메카물 액션 애니메이션으로, 선택된 십대 아이들이 탑승하는 거대한 휴머노이드 에반게리온을 이용해 ‘사도’라고 불리는 정체불명의 괴물체와 싸우는 준군사조직 특무기관 네르프(독일어: NERV)를 둘러싸고 일어나는 사건들을 다루고 있다.
이 애니메이션에는 창세기와 성서 외경 등 유대-기독교적 상징들이 출현했다. 그러나 에피소드가 진행되면서 이런 상징들은 해체되고, 메카물 특유의 모티프들이 나타나면서 작품의 초점은 갖가지 감정적 문제와 정신병적 문제점들을 안고 있는 등장인물들의 정신적인 면으로 옮겨간다. 그러면서 《에반게리온》은 존재와 실재의 본질에 대한 의문을 던지는 ‘포스트모던 판타지’로 불리게 된다. 감독 안노 히데아키는 이 작품을 창작하기 직전 임상우울증으로 고통받고 있었다. 그러므로 자신의 병을 극복하는 과정에 감독 본인이 겪은 경험들이 작품의 심리적 상징들에 반영되었다고 볼 수 있다. 《에반게리온》은 로봇 애니메이션계뿐만 아니라 일본 애니메이션 전체의 역사에 한 획을 그었다고 평가받고 있으며, 감독인 안노 히데아키 역시 세계적인 애니메이션 감독으로 발돋움하게 되었다. 또한 본 작품이 주인공의 삶을 세계의 멸망과 함께 조명하는 SF 장르의 시초가 되었다고 평가받기도 한다.
TV 및 극장판 애니메이션뿐만 아니라 만화 잡지 《월간 소년 에이스》(가도카와 쇼텐)를 통해 만화로도 연재되었다. 만화는 애니메이션을 각색하지 않고 애니메이션의 기획, 각본 등을 토대로 한 독자적인 스토리를 갖고 있다. 그 외에 외전 격으로 출판된 여러 만화, 게임 내용을 토대로 만들어진 게임, DVD 등이 제작되고 있다. 일본인들은 이 작품의 옷들과 똑같은 의상들을 만들어서 대단한 인기의 코스프레로 즐긴다.

## 줄거리

### 배경
2000년 9월 13일, 남극점에서 파괴적인 폭발 사건이 일어나 남극의 빙하가 모두 녹아 버리고 지구 자전축이 기울어지는 대참사가 일어난다. 그 결과 해수면이 상승하고, 엄청난 기후 변화와 제한된 자원을 둘러싸고 일어난 갖은 분쟁으로 전 인류의 절반인 30억 명의 인구가 사망한다. 이 사건은 공식적으로는 소형 운석이 충돌하여 일어난 것이라고 발표되고, 공룡을 멸종시킨 충돌 사건 다음에 일어났다고 하여 "세컨드 임팩트"(Second Impact)라고 불리게 된다.
이 재난의 실제 원인은 남극에서 발견된 인간과 비슷한 존재, 제1사도 아담과의 '접촉 실험'중의 사고에 의한 것이었고, 그 실험은 카츠라기 박사와 ‘제레’(독일어: SEELE→영혼)라는 정체불명의 조직에 의해서 행해진 것이었다. 이것은 제레가 소지한 사해 문서의 시나리오대로였다. 제레는 인류를 예언된 근미래의 말세에 대비해 신과 같은 단계로 강제적으로 진화시키려 한다.
이 인류보완계획을 달성하기 위해 ‘게히른’(독일어: GEHIRN→두뇌)이라는 비밀 조직이 설립되어 사해문서의 시나리오에 따라 곧 쳐들어 올 사도에 대한 연구와 또 그에 대항하기 위한 방어 기술 개발을 시작한다. 게히른 본부는 하코네 근처 아시노코 호숫가 아래 거대한 지하공간 ‘지오 프론트’에 위치해 있으며 지오 프론트의 위에 제3신동경시(Tokyo-3)가 건설된다.
"인공 진화 연구소"(人工進化硏究所)로 위장한 게히른은 이카리 겐도의 지휘하에 겐도의 아내 이카리 유이의 이론에 따라 사도와 싸우기 위한 목적으로 ‘에반게리온’(Evangelion, EVA)이라는, 제1사도 아담과 제2사도 릴리스를 복제한 거대한 휴머노이드를 만들어낸다. 2004년, 유이는 에반게리온 초호기의 프로토타입과 접촉 시도 중 초호기에 흡수된다. 이듬해, 소류 쿄코 제펠린이 에반게리온 이호기에 비슷한 실험을 실시하다 영혼만이 흡수되고, 이내 자살한다.
2010년 "마기"(MAGI→동방 박사) 슈퍼컴퓨터가 완성된다. 마기의 설계자 아카기 나오코는 자신이 애정을 품었던 이카리 겐도가 자신을 이용했을 뿐이라는 것과, 겐도가 후견인 노릇을 하는 아야나미 레이가 이카리 유이의 복제 인간이라는 것을 알게 되자 분노로 레이를 목졸라 죽이고 자살한다. 그 직후, 모든 연구를 마친 게히른은 제레의 집행 기관으로서 "네르프"(독일어: NERV→신경)로서 재편성되고 새로운 복제인간 아야나미 레이가 태어난다.

### TV 애니메이션
2015년, 어머니 이카리 유이의 사망 이후 홀아버지에게 버림받고 '선생님'과 함께 살던 14세 소년 이카리 신지가 네르프의 총사령관인 아버지 겐도의 부름으로 제3신동경시로 불려온다. 신지는 에반게리온 초호기를 조종하는 '서드 칠드런'(Third Children)으로 인류를 위협하는 사도와 맞서 싸우라고 강요받는다. 아버지와의 서먹하고 소원한 관계 때문에 신지는 상사인 카츠라기 미사토와 함께 살게 된다.
신지는 새로운 환경에 적응하는 데 어려움을 겪는다. 같은 학교에 다니는 프로토타입 에반게리온 영호기의 파일럿인 아야나미 레이는 다른 사람들과 전혀 접촉하지 않는 폐쇄적인 생활을 하고 있지만, 자기보다도 친아버지인 겐도와 가깝게 지내는 모습을 보고 일종의 질투심까지 느낀다. 제일중학교의 다른 학생들도 신지의 사회화에 도움이 안 되는 것은 마찬가지다. 파일럿으로서 자신을 의심하고 있을 때, 신지의 첫 출동 때 여동생 스즈하라 사쿠라가 중상을 입은 일로 스즈하라 토우지가 신지를 때리는 일이 일어나자 신지는 가출해 네르프와 제3신동경시를 떠나려 한다. 그러나 떠나기 직전, 토우지와 아이다 켄스케, 미사토를 다시 만난 신지는 에바 파일럿으로서 자신의 역할의 중요성을 확신하고 남게 된다. 이 과정에서 토우지와 켄스케가 신지와 친해진 건 물론이다.
독일에서 에반게리온 이호기 파일럿 ‘세컨드 칠드런’(Second Children) 소류 아스카 랑그레이가 도착하고, 역시 미사토와 함께 살게 된다. 아스카의 넘치는 자의식과 급한 성격은 미사토·신지 그리고 신지의 새 친구들인 토우지·켄스케와 마찰을 빚는다. 하지만 세 칠드런 아스카, 레이, 신지는 전투에서는 서로간의 불협화음에도 불구하고 팀을 이루어 사도의 내습을 성공적으로 방어해낸다. 특히 장래 "축복받은 부부"가 되는 아스카와 신지는 제7사도 이스라펠전에서의 합동 훈련과 제8사도 산달폰전에서 신지가 아스카를 구해준 이후 차츰 마음을 열어간다.
미사토의 전 애인인 카지 료지도 아스카와 함께 일본으로 오는데, 카지는 네르프로 들어와 겐도에게 태아 상태로 환원된 제1사도 아담의 샘플을 넘긴다. 카지는 공식적으로는 네르프 감사부 소속의 요원이지만 동시에 일본 정부와 제레를 위해 간첩 행위를 하는 삼중 스파이이다. 카지는 에반게리온 파일럿 적격자를 찾아내는 것으로 알려졌던 ‘마르두크 기관’(Marduk→마르둑)이 유령 회사라는 것을 알아낸다. 사실 신지를 비롯한 에바 칠드런들 뿐 아니라 신지가 재학 중인 제일중학의 반 친구들도 잠정적 에바 파일럿이었던 것이다. 또한 카지는 세컨드 임팩트의 원인이 된 첫 번째 사도 아담이 네르프 지하에 존재한다는 것을 미사토에게 알려준다.
제12사도 레리엘의 공격 도중, 신지는 디랙의 바다에 빠져 사도의 내부에 수 시간동안 갇히게 된다. 이 안에서 신지는 에바 초호기에 영혼이 들어 있는 어머니의 환상을 본다. 그리고 초호기는 저절로 기동해 레리엘을 내부에서부터 찢어내고 탈출한다.
네르프 미국 지부의 에바 4호기 실험이 실패, 미국 지부가 폭발로 소멸하고 미국은 에바 3호기를 일본에 떠넘긴다. 그러나 첫 기동 시험에서 3호기는 제13사도 발디엘에게 납치되어 사도화한다. 신지는 3호기를 파괴하라는 명령을 받지만 그 파일럿을 위험에 처하게 하고 싶지 않다며 거부한다. 그러자 겐도는 ‘더미 플러그’(dummy-plug)를 사용하여 초호기를 강제로 폭주시켜 원격 조종하고 3호기를 잔인하게 찢어발긴 뒤 엔트리 플러그까지 부숴 버린다. 3호기의 파일럿은 신지의 절친 토우지였고, 토우지는 신지 덕분에 발디엘의 지배에서 자유롭게 되지만, 그 대가로 왼쪽 다리를 잃어야 했다.
이 경험을 겪은 뒤, 신지는 제3신동경시와 네르프를 떠나 다시는 에바를 조종하지 않겠다고 마음먹는다. 그러나 제14사도 제루엘이 도시에 습격하고, 레이와 아스카가 무력화되자 카지와 문답을 나누던 신지는 다시 마음을 고쳐 먹는다. 신지와 초호기는 사도에게 압도당하여 위기에 빠지지만, 다시 폭주한 초호기가 사도를 제압하고 무참하게 뜯어 먹는다. 이때 에바 싱크로율이 400%로 지나치게 높아진 신지는 초호기 내부 LCL로 녹아들어 버린다. LCL 속에서 다시 한번 내면과 마주한 신지는 30일 뒤 육체가 재구성되어 돌아온다.
사도전에서 패배하고 신지가 파일럿으로서의 전과 면에서 자신을 앞지르자 아스카는 신지를 부러워하기는커녕 자존심에 심한 고통을 받는다. 제15사도 아라엘이 습격하자 아스카는 이를 자신의 존재가치를 증명할 최후의 기회로 생각하였지만, 사도의 정신공격을 받은 아스카는 자기 내면의 흠결과 트라우마를 마주하게 된다. 이 충격으로 아스카는 더 이상 에바 이호기를 조종할 수 없게 된다. 위성궤도에 존재하는 아라엘을 재래 무기로 격퇴할 방법이 없자, 레이의 에바 영호기가 네르프 본부 지하의 아담에게 꽂혀 있던 롱기누스의 창을 뽑아 투척하여 격퇴한다. 이 때문에 제레의 계획에 있어 엄청난 중요성을 지닌 롱기누스의 창은 달 궤도를 떠돌게 된다.
한편, 제레는 계획의 수행에 있어 겐도의 의도를 의심하고, 압박을 위해 네르프 부사령관이자 겐도의 협력자인 후유츠키 코조를 납치한다. 후유츠키는 붙잡힌 상태로 과거 게히른 시절과 유이, 겐도와의 첫 만남, 리츠코의 어머니인 아카기 나오코의 자살을 회상한다. 지금까지 네르프-제레-일본 정부 사이에서 3중 스파이 노릇을 하던 카지는 네르프가 자신이 찾는 진실에 가장 가깝다고 판단하여 후유츠키를 구출하고, 곧이어 어느 알 수 없는 곳에서 제레에게 총살당한다. 카지의 죽음을 알게 된 미사토는 오열한다.
제16사도 알미사엘이 내습하고, 에바를 침식하는 사도를 어찌할 방법이 없어 레이는 영호기와 함께 자폭한다. 그런데 자폭하여 죽었을 레이가 바로 얼마 뒤 다시 나타나 영문 모를 소리를 하고, 아카기 리츠코는 미사토와 신지에게 레이가 신지의 어머니 유이의 복제인간이라는 사실을 밝힌다. 영혼과 의식이 이식되어 있지 않은 수많은 레이 복제인간들은 더미 플러그용으로 사용되며, 진짜 레이의 예비 신체로 사용되어 온 것이다. 어머니 나오코와 불륜 관계였던 이카리 겐도와 자신 역시 불륜 관계였던 리츠코는 겐도에게 배신감을 느끼고, 미사토와 신지가 보는 앞에서 모든 복제인간을 파괴한다.
제16사도전에서 역시 아무것도 하지 못한 아스카는 신지와 말다툼 도중 신지가 무심코 밝힌 카지의 죽음을 알게 되고 충격을 받아 손목을 그어 자살을 기도한다. 아스카는 죽기 직전 네르프 직원에게 격리되어 303 병실에 수용된다. 영혼까지 잃어버려 폐인이 된 아스카를 대신하기 위해 제레는 피프스 칠드런 나기사 카오루를 파견한다. 신지는 늘 친절하게 대해주는 카오루와 곧 친해져 친구가 된다. 그런데 카오루는 다름 아닌 제17사도 타브리스였고, 카오루는 제1사도 아담과 융합하기 위해 에바 이호기를 조종하여 아담이 존재하는 네르프 본부 최하층 터미널 도그마로 내려간다. 그러나 카오루는 그 거인이 엉뚱하게도 아담이 아니라 릴리스라는 것을 알게 되고, 뒤를 따라온 신지의 초호기에 순순히 붙잡혀준다. 신지는 카오루가 자신보다 훨씬 더 훌륭한 사람이기 때문에 카오루가 살아남아야 한다고 생각하여 주저하지만, 결국 초호기의 손으로 카오루를 짓이겨 죽이고 만다. 자기 손으로 친구를 죽였다는 충격에 신지는 정신붕괴 상태에 빠진다.

### 극장판
TV 시리즈의 제 25화 및 26화의 이야기는 극장판 버전에서의 <Air : 진심을, 너에게> 편의 부분에서 신지가 제레의 '인류보완계획'에 동의하느냐 하지 않느냐를 선택할 때 내면의 세계로 빠져들 때의 이야기이다. 그 두 편의 분량의 이야기를 굉장히 크게, 그리고 무척 충격적인 결과로 극단적인 결말을 관객과 에바 매니아들과 일본 전국의 에반게리온 팬들을(주로 오타쿠들이 주축이었었지만) 아랑곳하지 않고 그 시청자들에게 선사한 것이다. 이런 예상치 못한 대단원은 가장 큰 원인이 제작비를 그 동안 24화까지 너무 초과하여 다 쓴 탓에, 심리적인 싸이코 드라마로 주인공들의 정신병적인 내면적 상황의 묘사들을 위주로 한 25화와 26화의 내용으로써 서둘러 황당하게 끝맺음한 것이다. 원하지 않았음에도 돈이 완전히 부족하니, 피날레의 대단원다운 장엄한 비극적 전투와 그때까지 TV 시리즈에서 촘촘히 지속적으로 설치한 복선들이 예고한 대파국의 지구 종말 등을 마음껏 만들어 보지도 못한 씬들로만 남기고 하는 수 없이 기이할 정도로 초유의 엔딩편의 두 편으로 TV 시리즈는 비상식적으로라고까지 할 수 있을 정도의 방식으로 장식한다. 그러나 역시 마찬가지로 '엔드 오브 에바'라고 하는 <Air : 진심을 너에게>마저도 대단한 배신감을 일본 전역의 어린 십대 소년소녀 시청자들에게 안겨준다. 신지가 전혀 전투에 참가하지도 자기가 탄 에반게리온 초호기를 조종하려는 행동까지도 조금도 하지도 않았을 뿐더러 에반게리온 2호기에 탑승한 소류 아스카 랑그레이든 누구든 초호기를 비롯한 에반게리온들이 계속 궁지에 몰리며 열패가 짙어지기 때문이었다. 지구(혹은 인류 전체)의 명운을 걸었던 인류 최후의 대전투에서. 실제로 TV판에서도 큰 실망감을 느꼈던 일본의 시청자들은 그 후에 극장판인 <Air : 진심을 너에게>가 마저 뒤를 이어 마치 '에반게리온프로젝트보완계획'처럼 마지막으로 개봉하게 되자, 그나마 그래도 남아있었던 또한 동시에 엄청났었던 기대감만큼이나 절망적인 반발을 하며 안노 히데아키 감독을 살해하겠다는 항의성 협박들이 오타쿠들로부터 쇄도할 지경에 이르게 된다. 안노 히데아키도 진지하게 자살을 생각하며 생을 포기할 만큼의 의욕상실에까지 빠지게 된다. 결말이 너무 예상을 완전히 벗어난 파격 그 자체였었기 때문이었다. 여기서 작품 내의 실질적인 가장 중요한 주인공인 신지는 자기가 상처를 입기 싫으니 지구상의 인류 모두가 LCL이라는 액체의 무수하고 무한대의 개체수들로서의 육체는 거대한 바다처럼 유일무이한 상태이고 하나로 흡수된 인류 전체의 영혼들만이 존재하고 있는 군집체(群集體)로 변화한 단일거대인류생명체로 지구 위에 살고 있는 인류 전체가 융해되고 모두 각자가 전체에 흡수되어서 합쳐지기보다는 서로 상처를 주더라도 각자의 육체와 영혼이 독립된 그리고 분리되어있는 개체로 있기를 선택한다. 결정적으로 25화와 26화는 <Air : 진심을, 너에게>보다 훨씬 앞서 나온 것인데 <Air : 진심을, 너에게>에서 다루던 '인류보완계획'의 장면 일부를 보여주면서 신지에게 모두 합칠 것인지 각자의 개체로 존재할 것인지 선택하게 한다.
극장판 DEATH & REBIRTH는 편집만을 달리 하여, 사건들의 시간순이 아닌 다른 방식으로 재구성한 것으로 새롭게 만들어진 부분은 없다.

## 등장 인물
| “ | 에반게리온이 그렇게 히트한 것은 이상한 현상이다. 거기 등장하는 인물들은 모두 정신병자들인데! | ” |
|   | — 안노 히데아키                                                                              |   |

《신세기 에반게리온》의 등장인물들은 힘든 대인관계, ‘자신 안의 악마’, 과거의 트라우마에 시달리고 있기 때문에 매우 복잡한 관계를 형성하고 있다.
감독 안노는 주인공 이카리 신지에 대해 “인간과의 접촉을 피하는” 아이이며 “자신이 필요없는 인간이라고 확신하고 있고, 그렇기 때문에 자살조차 하지 못한다”고 말했다. 또한 신지뿐 아니라 카츠라기 미사토 역시 “상처받는 것을 극도로 두려워하고 있는” 그리고 “긍정적인 태도가 결여되어 있기 때문에 사람들이 모험물의 주인공이라고 부르는 것에는 걸맞지 않다.”고 묘사했다. 전형적인 주인공 캐릭터들과 비교했을 때, 신지는 활기와 감정이 결여되어 있으며 영웅주의나 용감성 같은 것은 전혀 존재하지 않는다. 또다른 주인공 소류 아스카 랑그레이와 아야나미 레이 역시 유사한 정신적 결함을 가지고 있으며 타인과의 관계 형성에 어려움을 겪는다.

### 에바 칠드런

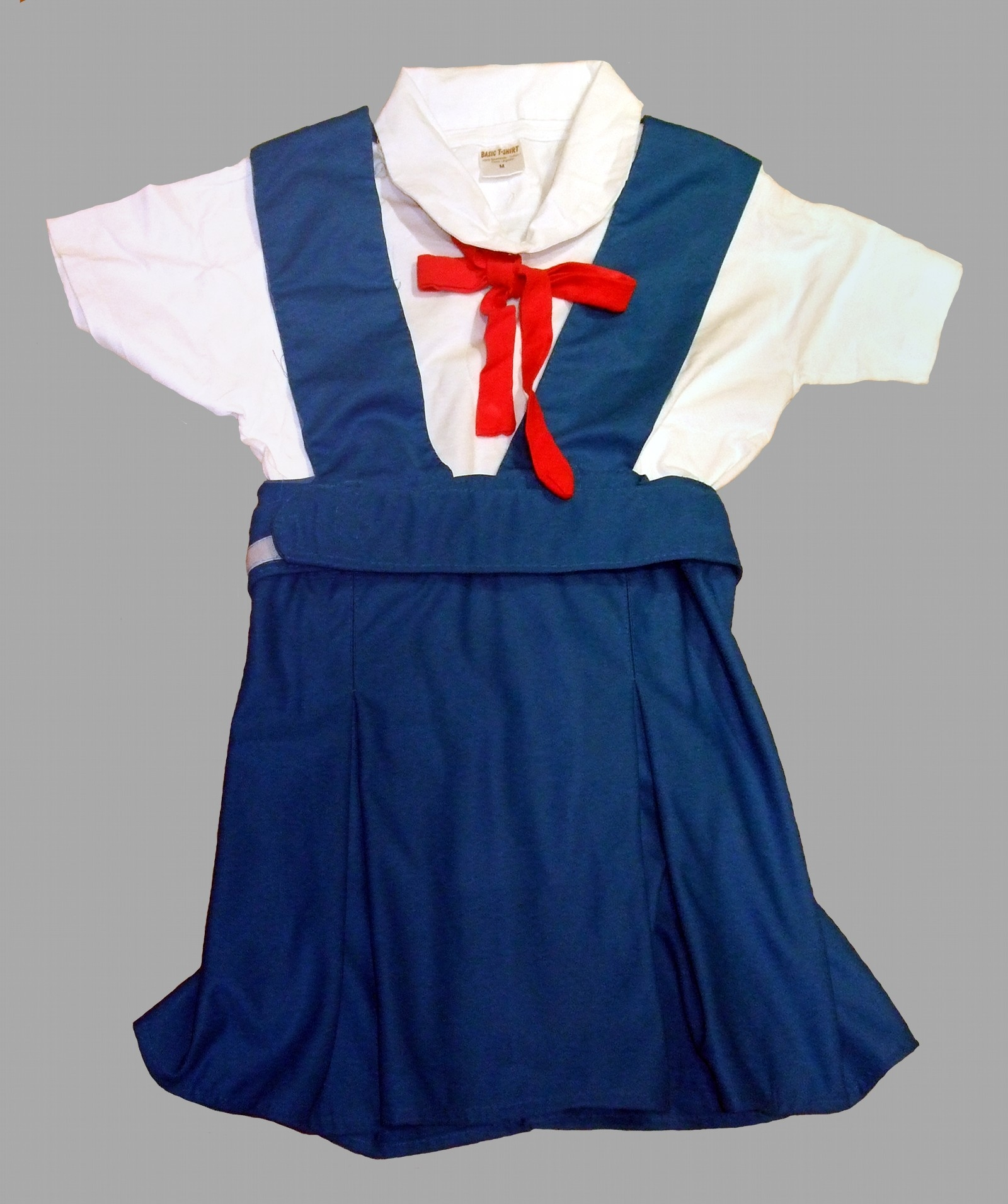
작중 아스카와 레이가 착용하는 제3신동경시 제일중학교 여학생 교복.

칠드런(チルドレン)이란 에반게리온 기체에 탑승하는 파일럿을 가리키는 말이다. 이 용어는 ‘어린이’를 의미하는 영어 차일드(child)의 복수형인데, 일본어 원작에서는 파일럿 개인도 각각 칠드런이라고 부르기 때문에 일종의 고유명사로 이해해야 한다. 애니메이션에서 ‘칠드런’을 한자로 적격자(適格者)라고 하기도 한다.
이카리 신지(碇 シンジ)
이카리 신지는 어렸을 적에 어머니가 죽고 아버지에게 버려져 ‘선생님’에게 길러질 때부터 자기 자신을 외부 세계에서 격리하기 시작했다. 14살의 신지는 소심하고 내성적이며 혼자 있는 것을 좋아한다. 자신감이 사실상 없다고 할 수 있으며, 남들과의 관계에서도 어려움을 겪는다.
서드 칠드런인 신지는 에반게리온 초호기의 파일럿이다. 초호기 내부에 신지의 어머니 이카리 유이의 영혼이 들어 있기에, 초호기를 조종할 수 있는 것은 신지뿐이다. 처음에는 자신도 알지 못하지만, 신지는 산산조각난 관계인 아버지에게서 인정과 사랑을 받기 위해 노력하고 있다. 사도와의 싸움이 계속되면서 신지는 조금씩 자신감을 찾아가지만, 이야기 후반부의 불가항력적인 여러 충격 앞에 사태는 파국으로 달려간다.
성씨인 ‘이카리’는 닻이라는 뜻이지만, 음독하면 ‘분노’ 또는 ‘증오’를 의미하기도 한다. 이름 ‘신지’는 제작사 가이낙스의 설립자 중 한명인 히구치 신지의 이름을 따 왔다.
소류 아스카 랑그레이(惣流 アスカ ラングレー)
그녀는 국적이 독일이다. 그녀의 어머니 소류 체펠린 쿄코는 독일의 네르프 제3지부에서 근무 중 싱크로 실패 사고로 심신을 상실하여 자기 딸 아스카를 알아보지 못하게 되었고, 인형을 자기 딸로 인식하고 끌어안고 지냈다. 어머니에게 에바 칠드런이 된 것을 알려 주려 병원으로 뛰어온 아스카는 목매달고 자살한 어머니를 발견하고, 그 이후 눈물을 흘리지 않을 것, 나약함을 드러내지 않을 것을 맹세하며, 이것은 언제나 다른 사람들에게 자신을 과시해야 하고 자신이 최고가 되어야 한다는 강박관념이 된다. 신지와 신지의 두 친구 토우지·켄스케는 곧잘 아스카의 놀림감이 되곤 한다. 아스카의 지적 능력은 또래 아이들의 평균적인 지적 능력을 상회하고 있으며, 14세 나이에 이미 대학 학사학위가 있다.
성씨인 ‘소류 랑그레이’는 일본 항공모함 소류와 미국 항공모함 USS 랭글리에서 유래한 것이며, 미국 중앙정보국 본부가 소재한 미국의 도시 역시 랭글리이다. 이름 ‘아스카’는 고대 일본의 도읍지의 이름이기도 한데, 와다 신지의 만화 《초소녀 아스카》의 주인공 ‘사키 아스카’에게서 이름을 따 온 것이다.
아야나미 레이(綾波 レイ)
퍼스트 칠드런이자 에반게리온 영호기 파일럿인 아야나미 레이는 모든 신상 정보가 말소되어 있다. 그녀는 게히른 연구소에서 신지의 어머니 이카리 유이의 신체구성과 제2사도 릴리스의 영혼으로 만들어낸 복제인간이다. 극중에서 레이는 제3신동경시에서 떨어진 퇴락한 구역의 음산하고 음울한 아파트에서 혼자 살고 있다.
레이는 신지만큼이나 폐쇄적인 생활을 하고 있다. 감정을 드러내는 일이 거의 없고, 의사표현은 석화된 것 같다. 그녀의 대사는 마치 로봇과 같은 짧고 간결한 모노톤으로만 이루어져 있다. 레이의 태도가 그렇지 않은 대상은 신지의 아버지 겐도 뿐이다.
레이의 육체는 교환할 수 있으며, “영혼”을 주입하면 대체할 수 있는 복제인간들이 대량으로 준비되어 있다. 레이 본인 역시 그 사실을 알고 있다. 첫 번째 레이는 4세 때 리츠코의 어머니인 아카기 나오코 박사에게 목이 졸려 죽었고, 작품 초중반부에서 활약한 두 번째 레이는 에바 영호기와 함께 자폭하여 사망했다.
이름 ‘레이’가 한자가 아닌 가나로만 표기되기 때문에, 여러 가지 해석이 가능하다. ‘레이’로 읽히는 일본어 단어는 영혼(霊), 인사(礼), 명령(令), 차가움(冷), 숫자 0(零)이 있다. 안노에 의하면 레이라는 이름은 《세일러문》의 등장인물 히노 레이(세일러 마스)에게서 따온 것이라고 밝혔다. 이것은 《세일러문》에 스탭으로 참가했던 이쿠하라 쿠니히코를 꾀어오기 위한 미끼였는데, 이쿠하라는 에바 프로젝트에 참여하지 않았기 때문에 헛발질이 되고 말았다. 성씨 ‘아야나미’는 일본 제국 해군 구축함 아야나미에서 유래했다.
아야나미 레이와 같은, 주위 환경에서 격리되어 있고 감정이 거의 존재하지 않는 유형의 캐릭터는 《에반게리온》 이전에는 어떠한 작품에도 존재하지 않았기에, 이것은 완전히 새로운 창조라고 할 수 있다. 《에반게리온》 방영 이후의, 아야나미 레이와 유사한 외모(연한 푸른색 머리카락과 붉은 눈동자)를 한, 내성적이고 접근하기 어려우며 미스터리한 성격을 가진 캐릭터로는 《기동전함 나데시코》의 호시노 루리, 《가사라키》의 미하루, 《청의 6호》의 뮤티오 등이 있다. 패트릭 드라젠(Patrick Drazen)은 아야나미 레이 이후 출현한 이런 캐릭터들을 가리켜 ‘감정없는 부랑자’(impassive waifs)라고 지칭하였다.

### 그 외 주조연
카츠라기 미사토(葛城 ミサト)
카츠라기 미사토는 2000년 당시 남극 탐사를 지휘한 생물학자 카츠라기 박사의 딸로 1986년에 태어났다. 14세의 미사토는 남극 탐사에 동행하였고, 아버지가 그녀를 구조 캡슐에 넣어둔 덕분에 세컨드 임팩트의 유일한 생존자로 살아남았다. 미사토는 처음에 가족을 저버리고 일에만 몰두하는 아버지를 증오했으나, 아버지가 자신을 살리기 위해 희생한 이후, 지금은 아버지를 증오하는지 사랑하는지 알 수 없게 되었다. 세컨드 임팩트의 충격으로 미사토는 외부 세계와 단절되고 정신증 증세를 보였다가, 어른이 되어서야 마음을 열게 된다. 학창시절에는 카지와 격렬한 관계였지만, 그가 아버지를 떠올리게 한다는 것을 깨닫고는 결별했다.
아버지를 죽인 사도에 대한 증오가 그녀를 이끌어 왔고, 미사토는 네르프 작전부장이 되어 칠드런과 에바의 직접적 운용을 담당하게 되었다. 하지만 네르프와 제레의 진정한 목적은 모르고 있다. 미사토는 여가시간에 대량의 맥주를 퍼마시며, 집은 정리하지 않아 난장판이다. 하지만 직업에 대해서는 불같은 열의와 최대한의 전문성을 발휘한다. 업무 외 시간에는 몸을 가린 듯 만 듯한 핫팬츠를 입고 지내는데, 신지의 친구들을 이것을 보고 좋아하지만 신지 본인은 부담스러워하며, 칠칠맞은 미사토의 성격을 난감하게 여긴다.
신지와 아스카의 보호자가 되어 두 아이와 동거하고 있는데, 정신적으로 불안정한 세 사람의 동거는 서로간의 갈등을 불러일으키기도 한다. 또한 펜펜(Pen²)이라는 온천펭귄을 애완동물로 기르고 있다.
성씨 ‘카츠라기’는 일본 항공모함 카츠라기에서, 이름은 나리타 미나코의 만화 주인공 ‘이즈미 미사토’에서 따온 것이다.
미사토의 캐릭터 디자인은 《세일러문》 주인공 츠키노 우사기와 유사하며, 두 캐릭터의 성우(미츠이시 코토노)역시 동일하다.
이카리 겐도(碇 ゲンドウ)
서드 칠드런 이카리 신지의 아버지이자 특무기관 네르프 총사령관인 겐도는, 신지의 어머니 이카리 유이와 결혼하기 전에 성씨가 ‘로쿠분기’였다. 아내의 죽음 이후, 아들을 포함한 대부분의 사람들과 관계를 끊고 감정을 숨기고 살고 있다. 그의 모든 결정과 판단은 작전의 효율성을 최우선으로 하며 인명도 경시한다. 그는 제레 위원회의 명령에 따라 행동하지만, 행동이 거듭될수록 겐도와 위원회 사이의 입장 차이는 점점 벌어지게 된다.
이카리 겐도는 지나치게 가혹한 캐릭터라고 여겨져 일본 현지에서도 그렇고, 외국에서는 더욱더 인기가 좋지 않다. 조감독 츠루마키 카즈야는 현대 일본의 아버지들이 너무 ‘여성적’(„verweichlicht”)이며, 때문에 겐도를 강력한 아버지상으로 묘사했다고 말했다. 겐도의 결혼하기 전 성씨는 육분의라는 뜻이다.
아카기 리츠코(赤城 リツコ)
네르프의 수석 과학자.
카지 료지(加持 リョウジ)
네르프 특수감사부 소속의 인물.

## 에반게리온
에반게리온(Evangelion), 약칭 에바(EVA)는 신장 약 70 미터의 인간형 인공 생명체이며, 《신세기 에반게리온》 작중에서 사도에 대항하기 위한 주력 병기로 사용되고 있다. ‘에반게리온’이라는 이름은 감독 안노가 “복잡하게 들려서” 붙인 이름이라고 한다.
제2사도 릴리스를 복제한 초호기를 제외한 모든 에반게리온은 제1사도 아담을 복제한 것이며, 에바의 제작자는 신지의 어머니 이카리 유이이다. 에바는 물질 대사율이 매우 높기 때문에, 신체 손상이 헤이플릭 한계에 해당하는 신체의 50%를 초과하지 않는 한 짧은 시간 안에 저절로 치유된다.
에바의 외부는 티타늄강 장갑판으로 완전히 둘러싸여져 있기 때문에 마치 로봇처럼 보인다. 무장은 대량의 전력을 끌어와 양전자를 발사하는 포지트론 라이플, 높은 진동수로 진동하는 프로그레시브 나이프 등 다양하다. 티타늄 장갑판은 에바를 보호하기 위한 것이기도 하지만, 초호기의 경우 폭주를 제어하기 위해 구속구(拘束具)의 역할도 가지고있다. 그리고 에바의 가장 중요한 방어 시스템인 AT 필드는 파일럿의 존재로 인해 생성된다. AT 필드(Absolute Terror Field)란 에바와 사도가 사용하는 고에너지 방어막 또는 영혼의 힘을 가리키는 용어이다. 이것의 정체는 바로 ‘사람 사이에 존재하는 마음의 벽’임이 나중에 밝혀진다.
에바는 엄빌리컬 케이블(umbilical cable)이라는 거대한 선을 척수 부분에 꽂아넣어 전기 에너지를 공급받는다. 이 선이 취약하여, 끊어졌을 때 내부 동력을 사용하면 5분밖에 활동할 수 없으므로, 무궁무진한 에너지를 공급할 수 있는 S² 기관을 에바에 적용시키려는 시도가 있었다. 그러나 에바 4호기를 이용한 실험은 연구 시설 전체의 증발이라는 결과와 함께 실패했다. 초호기는 이야기 전개 도중 폭주하여 사도를 잡아먹고 S² 기관을 얻게 된다. 5호기에서 13호기까지의 양산형 에반게리온에서는 S² 기관의 설치가 마침내 성공하였다.
에반게리온은 칠드런에 의해 조종되며, 칠드런은 ‘엔트리 플러그’(entry plug)라고 하는 가늘고 긴 관 안에 탑승한다. 엔트리 플러그는 에바의 뒷목을 통해 삽입되며, 그 끝은 심장 쯔음에 닿아 있다. 칠드런은 부상을 막기 위한 플러그수트(plug suit)와, 에바와 싱크로하기 위한 인터페이스 헤드셋을 착용한다. 엔트리 플러그 내에서 가장 중요한 매질은 Link Connect Liquid, 약칭 LCL으로 파일럿인 칠드런에게 산소를 공급하고 외부 충격으로부터 칠드런을 보호한다. 이것은 릴리스의 피에서 유래한 것으로, ‘생명의 물’이라고 한다. LCL은 일종의 원시 수프로, 육체와 영혼으로 이루어져 있다. 칠드런이 에바를 움직이기 시작할 때, 싱크로를 하기 위해 엔트리 플러그 안에 LCL이 차오른다. 에바는 ‘더미 플러그’(dummy plug)를 사용해서도 조종할 수 있다. 더미 플러그란 파일럿의 사고 패턴을 저장해 둔 시스템으로, 인간 파일럿이 탑승한 것과 같은 효과를 낼 수 있다. 이때 에바를 원격으로 조종 가능하지만, AT 필드는 발생하지 않는다.
에반게리온 영호기(零号机; EVA-00)
일본에서 건조된 프로토타입인 에바 영호기는 아담을 복제하여 ‘생명을 부여’하는 데 성공한 최초의 모델이다. 에바 영호기는 기술적인 면에서 심한 기능 결손이 있다. 수 차례의 실험 과정에서, 에바 영호기는 이카리 겐도나 아카기 리츠코, 또는 그 파일럿인 아야나미 레이를 죽이려고 들었다.
에반게리온 초호기(初号机; EVA-01)
에바 초호기는 테스트타입으로 개발되었으며 이카리 신지가 조종한다. 에바 초호기는 유일하게 릴리스를 복제한 모델이며, 특수한 중요성을 가진다. 초호기는 S² 기관을 탑제한 상태로 건조된 기체로 자체적인 무한동력을 가지고있다. (증거:첫 출전부터 기동불가상태를 스스로 회복하는 장면이 나옴) 극장판 〈엔드 오브 에반게리온〉에서 인류보완계획의 정중앙에 놓이게 된다. 신지와 초호기의 싱크로는 신지의 어머니 이카리 유이가 과거 에바의 기동 실험 도중 실험 실패로 흡수되어, 그 영혼이 초호기 안에 남아있기 때문이다.
에반게리온 이호기(弐号机; EVA-02)
영호기 및 초호기와 달리 에바 이호기는 사도와의 전투에 초점을 맞추어 개발된 최초의 프로덕션 모델이다. 파일럿 아스카의 호전성과, 인류보완계획에서 중요한 위치를 차지하지 않는 이유로, 이호기는 대부분의 전투시 최전선에서 싸운다. 파일럿 소류 아스카 랑그레이의 어머니 소류 체펠린 쿄코는 과거 에바 이호기의 기동 실험 도중 실험 실패로 영혼의 일부가 이호기에 흡수되었다.

## 사도
그 이름과 성질에 있어 유대 신화를 부분적으로 차용한 사도(使徒 시토[*]; Angel)는 보통 그 외모의 높이가 수백 미터를 넘는 거대한 존재이지만, 나노 단위까지 작은 것도 있다. 사도를 구성하고 있는 물질은 마치 빛과 같이 입자성과 파동성을 동시에 지니고 있으며, 그 고유 파동 패턴은 구성 소재의 차이는 있어도 신호의 배치와 좌표가 인간의 DNA와 99.98% 일치하는 정체불명의 괴생물체이다. 즉, 사도는 인간과 98.5%의 유사성을 지닌 침팬지 보다도 인간에 가까운 존재이다. 마지막 사도인 제17사도 타브리스에 이르기까지, 추상적인 관념과 같은 사도에서 완전한 기하학적 물체인 사도까지 갖가지 종류가 등장했다. 사도의 기원은 작중에서 명확하게 언급되지 않는다.
최초의 제1사도의 이름은 ‘아담’(アダム; Adam)으로, 성경의 최초의 인간 아담과 카발라 개념인 아담 카드몬(창조자로서의 신의 모습이자 인간의 전형典型)을 연상시킨다. 《에반게리온》에서 아담은 대재앙인 세컨드 임팩트가 일어나게 된 원인이다. 그 뒤를 잇는 두 번째 사도의 이름은 ‘릴리스’(リリス; Lilith)이며, 일본 지하의 동굴에서 발견되었다. 릴리스의 이름은 유대 신화에서 아담의 첫 번째 아내인 릴리트에서 가져온 것이다. 이후 습격하여 인간을 공격하는 사도들은 출현 순서에 따라서 몇 번째 사도라고 칭해지며, 각각의 별명은 모두 천사의 이름. 마지막 사도인 ‘리린’(リリン, 한국어 자막에서의 발음은 릴린)의 정체는 인간 그 자체이며, 탈무드에서 릴리트가 낙원에서 추방된 뒤 낳은 악마들인 릴림에서 따온 이름이다.
사도(使徒)라는 말은 성경의 12사도(apostolos)와 같은 의미이다. 서양에 수출되었을 때는 이것이 천사를 의미하는 Angel(영어), Engel(독일어) 등으로 바뀌었다. 이 번역은 안노 히데아키 본인이 원해서 결정된 것이다.

## 제작과 개발
| “ | 에반게리온은 내 인생이며, 나는 이 작업에 내가 아는 모든 것을 쏟아부었다. 이것은 내 인생 전체이다. 내 인생 자체이다. | ” |
|   | — 안노 히데아키 |   |

### 제작

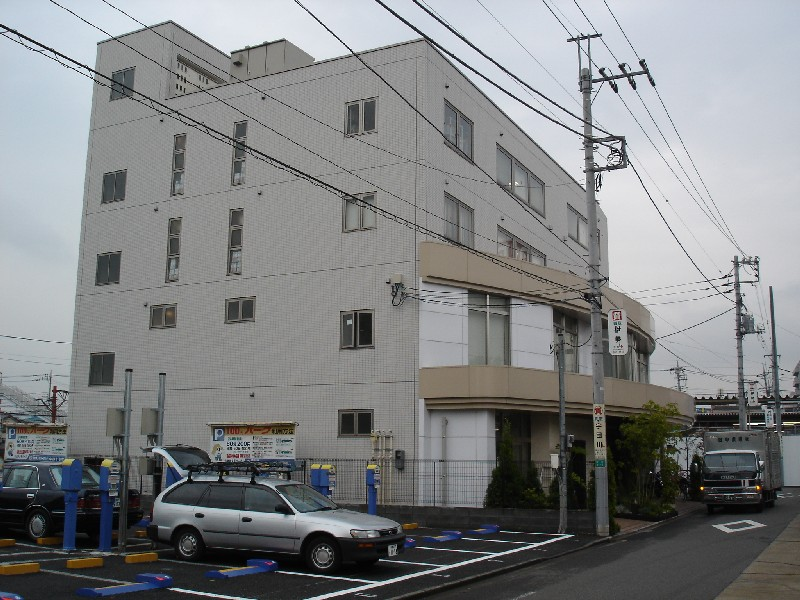
도쿄 가이낙스 사옥.

에반게리온의 애니메이션 제작은 스튜디오 가이낙스에서 1993년 7월에 시작하여, 1996년까지 계속되었다. 안노 히데아키가 감독, 공동 제작자, 공동 캐릭터 디자이너, 공동 각본을 맡았고, 사다모토 요시우키가 캐릭터 디자이너, 카토 히로시가 미술감독으로 관여했다. 조감독은 츠루마키 카즈야, 공동 각본 사츠가와 아키오, 그리고 야마시타 이쿠토가 안노와 함께 메카를 디자인했다. 프로듀서는 고바야시 노리코와 스기야마 유타카. 동화 제작에는 프로덕션 IG가 협력했고, 제11화는 스튜디오 지브리에도 제작을 청부했다. 제작 과정에 타츠노코 프로덕션과 TV 도쿄 역시 관여하였다.

### 동기부여와 개발
에반게리온을 제작하기 전, 스튜디오 가이낙스는 심각한 위기에 직면해 있었다. 1992년 3월 당시 《왕립우주군》의 속편인 《푸른 우르》의 제작이 계획되었으나, 스폰서를 찾지 못하여 스튜디오는 재정적 어려움에 부닥쳤다. 결국 프로젝트는 같은 해 7월에 엎어졌고, 많은 직원들이 회사를 떠났다. 회사 간부층은 할 수 있는 대로 지출을 줄이기 시작했다. 같은 달 가이낙스는 《신세기 에반게리온》 계획을 시작하였다. 에반게리온이 제작 중이던 1994년 9월에도 컴퓨터 게임 《프린세스 메이커 2》의 개발자인 아키 타카미를 위시한 직원들이 회사에서 갈라져 나가 AKAI 사를 세우고 독립했다.
감독 안노 히데아키는 에반게리온 제작 중에 우울증으로 고생하고 있었고, 이것이 에반게리온의 내용에도 큰 영향을 미쳤다. 새 시리즈를 구상하면서 그는 몸을 추스렸다. 유명한 “도망치면 안 돼”라는 말은 엎어진 《푸른 우르》의 기본 주제였으며, 안노는 이 주제를 발전시켜 《에반게리온》의 컨셉으로 삼았다. 주 플롯은 인간과 신적 존재 사이의 싸움이 되어야 했다. 주인공의 경우, 처음에는 스튜디오의 이전 제작물인 《건버스터》나 《신비한 바다의 나디아》처럼 여성으로 설정되어 있었다. 이때 설정한 여성 주인공의 디자인은 나중의 아스카와 유사했다. 하지만 이전 작품의 컨셉을 되풀이하는 것을 원하지 않았으며, 전투 기계의 파일럿은 남성이 쉽게 연상된다고 하여 반려되었다. 파일럿들의 죽은 어머니가 에바 안에 살아 있다는 발상은 캐릭터 디자이너 사다모토 요시유키가 A10 신경에 대한 텔레비전 다큐멘터리를 보고 나서 제안한 것이다. 어렸을 때 어머니를 잃음으로 인하여 파일럿들은 특이한 성장 과정을 겪게 된다. 아스카와 신지의 관계는 《신비한 바다의 나디아》의 나디아와 장의 관계에서 가져온 것이며, 레이는 아스카와 대조되는 존재로 디자인되었다.
애니메이션의 최초 줄거리는 현재 완성된 것과는 다소 달랐다. 제1화의 원안에서는 레이와 사도의 전투가 이미 벌어지고, 레이가 사도에게 승리한 이후 신지가 투입되는 것으로 되어 있다. 그 외의 초반 에피소드는 계획상 크게 달라진 점은 없지만, 원안과 결과물이 거의 일치하는 것은 제16화 뿐이다. 최초 계획에서의 결말은 다음과 같다. 달에서 나타난 12번째 사도가 인류를 위협하고, UN은 사도를 파괴하기 위해 인류보완계획을 포기하지만 리츠코와 겐도는 보완계획을 고수한다. ‘알루카’(Aluka)라는 고대 폐허에서 최후의 전투가 일어나고, 이 전투의 결과 네르프도 파괴된다는 결말이었다.

TV 시리즈의 인기에 힘입어 1997년 극장판 《사도신생》과 《에어/진심을 너에게》가 제작되었다. 《사도신생》은 〈데스(DEATH)〉와 〈리버스(REBIRTH)〉로 나뉘며, 〈데스〉는 TV판 24화까지의 총집편이고 〈리버스〉는 TV판과 다른 25화이다. 《에어/진심을 너에게》는 TV판 24화에서 이어지는 25~26화를 새롭게 만든 것으로, 25화는 〈리버스〉와 내용과 전개에서 동일하며 26화는 그러나 TV판과 다르게 제작해서 TV판과는 다른 또 하나의 결말로 엔딩을 맞이하는 극장판이다. DVD는 리뉴얼이 되어서 새로 발매되었다.

### 음악
신세기 에반게리온에 등장한 삽입곡들은 대부분 사기스 시로가 작곡했으며 일부 클래식 곡이 삽입되기도 하였다. 신세기 에반게리온의 오프닝은 잔혹한 천사의 테제이며 엔딩은 Fly Me to the Moon이다.

### 스태프 목록
- 기획: 가이낙스, 프로젝트 에바(Project EVA)
- 감독: 안노 히데아키(庵野秀明)
- 조감독: 마사유키(摩砂雪), 츠루마키 카즈야(鶴巻和哉)
- 캐릭터 디자인: 사다모토 요시유키(貞本義行)
- 메카닉 디자인: 야마시타 이쿠토(山下いくと), 안노 히데아키
- 각본: 안노 히데아키, 사쓰가와 아키오(薩川昭夫), 에노키도 요지(榎戸洋司), 이소 미쓰오(磯光雄), 야마구치 히로시(山口宏), 히구치 신지(樋口真嗣)
- 미술 감독: 가토 히로시(加藤浩)
- 색채 설정: 다카호시 하루미(高星晴美)
- 촬영 감독: 구로다 요이치(黒田洋一)
- 편집: 미키 사치코(三木幸子)
- 음향감독: 다나카 히데유키(田中英行)
- 음향제작: 오디스 다카나카(オーディオタナカ)
- 효과: 노구치 도루(野口透, 아니메 사운드(アニメサウンド))
- 음악: 사기스 시로(鷺巣詩郎)
- 음악협력 - TV TOKYO 뮤직
- 홍보: 아나미 레이(穴見礼, TV TOKYO), 사토 유키(佐藤裕紀, GAINAX)
- 프로듀서: 고바야시 노리코(小林教子, TV TOKYO), 스기야마 유타카(杉山豊, NAS), 오쓰키 도시유키(大月俊倫, 화면상에는 노 크레딧)
- 애니메이션 프로듀서: 우에다 모토키(植田もとき), 우치야마 슈우지(内山秀二), 야마가 노부유키(山賀博之)
- 제작협력: 프로덕션 IG, 베가 엔터테인먼트, 스튜디오 지브리(화면상에는 노 크레딧)
- 애니메이션 제작: 다쓰노코 프로덕션, 가이낙스
- 제작: TV 도쿄(TV TOKYO), NAS
- 오프닝 애니메이션
  - 작화: 혼다 다케시(本田雄), 하세가와 신야(長谷川眞也)
  - 연출: 츠루마키 카츠야
- 엔딩 애니메이션: 마사유키

### 극장판 공개까지의 과정
TV시리즈 방영 종료 직후 1996년 4월, 마지막 2화는 원래 각본에 따라 리메이크해서 이미 순차적으로 발매된 VHS와 LD 포맷이라는 형태를 따라서 소프트로 발매되었으며 이어서 마지막 2화를 리메이크 한 것과 별개로 완전 신작 극장판이 제작 및 공개되었다.
비슷한 시기에 사운드 트랙 《NEON GENESIS EVANGELION III》이 1996년 6월 3일자로 오리콘 주간 앨범 차트에서 애니메이션 작품으로서는 은하철도 999 이후 17년 만에 1위를 차지하며 다음날 스포츠 신문이나 TV 등지에서 크게 다뤄졌다. 또한, TV시리즈 각화들을 수록한 VHS 전15권이 오리콘 주간 VHS종합 차트에서 2위 이상을 기록하고 LD판 전14권도 오리콘 주간 차트 1위를 기록했다.
1996년 11월 1일에 도쿄 도내에서 열린 기자 회견에서 1997년 봄에 개봉 예정인 TV 시리즈 총집편과 리메이크판 제25・26화를 묶은 완결편 《신세기 에반게리온 극장판 사도신생》이 신작 애니 소식으로 예고되었다. 같은 해 여름에는 완전 신작 극장판이 뉴스로 개봉 예고가 되었다. 예매 시작일인 1996년 11월 23일에는 이른 아침부터 오리지널 명함이 첨부된 예매권을 구입하려는 팬들이 만든 긴 행렬의 모습이 큰 화제가 되었다.
본래 공개 예정일로부터 한 달 전 1997년 2월 14일 긴급 기자 회견에서 총감독 안노 히데아키가 극장판 제작이 늦어진 것에 대해 사과하고 TV시리즈 총집편과 리메이크 25화 제작 중간까지의 부분이 공개되었으며. 같은 해 7월 완성된 25・26화 《신세기 에반게리온 극장판 Air/진심을 너에게》가 공개되었으며 극장 개봉으로 완결을 알렸다.

## 디자인과 스타일
| “ | 에반게리온은 그러니까, 퍼즐과 같다. 본 사람 누구든지 자기만의 답을 구할 수 있다. 달리 말하자면, 우리는 시청자가 스스로 생각할 여지를 남겨두는 것이다. 그렇게 함으로써 각각의 시청자가 자기만의 세계를 상상할 수 있도록. 우리는 절대 정답을 제공하지 않는다. 극장판에서조차 그러하다. 많은 에반게리온 시청자들에 대해 말하자면, 그들은 우리가 "에바에 대한 모든 것"이라는 이런 매뉴얼 따위를 제공해 주길 바랄지도 모른다. 하지만 그런 건 없다. 다른 누군가에게서 답을 구하려고 들지 말라. 누가 떠먹여 줄 것이라고 기대하지 마라. 우리 모두 우리 각자의 답을 찾아야 하는 것이다. | ” |
|   | — 안노 히데아키 |   |

### 그래픽 스타일
에반게리온 시리즈는 외면적으로 볼 때, 감독 안노 본인이 그 열광적인 추종자이기도 한 70년대 메카물 아니메의 영향을 강하게 받았다. 작품 후반부에는 검은 바탕에 흰 텍스트만 떠 있는 연출의 사용 빈도가 증가하는데, 이 텍스트는 등장인물들, 특히 이카리 신지와 의사소통한다. 이 연출은 TV 애니메이션의 마지막 두 에피소드에 특히 많이 쓰였다. 이것은 장 뤽 고다르로의 환원 내지 패러디로도 생각할 수 있다.

### 애니메이션 기술
신세기 에반게리온 시리즈는 가이낙스의 모든 다른 작품들과 마찬가지로 '리피티드 애니메이션'으로 제작되었다. 움직임의 표현에 한 번 그린 그림을 카메라와 리듬, 속도 등을 특수 설정하여 여러 번 재사용하였다. 이 기술은 셀 애니메이션과도 접목되었는데, 심도 있는 효과를 내기 위해 배경 그림은 그대로 둔 채로 움직이는 물체만 여러 투명한 플라스틱 및 필름 위에 그려 표현하는 안노 히데아키의 '필름 기술'이 사용되었다. TV 시리즈의 후반작들 특히 마지막 두 화에선 몽타주 기법을 이용하였다. 이를 위해 각 프레임들은 의도적으로 매우 빠르거나 느리게 할당되었다.
시리즈에 등장하는 몇몇 꿈 속의 시퀀스들에서는 노먼 맥라렌의 기술이 사용되었는데, 필름 표면을 긁거나 필름 바로 위에 그림을 그려 이미지를 제작하였다.

### 제목에 대하여
원어 제목인 ‘신세기 에반게리온’(新世紀エヴァンゲリオン 신세이키 에반게리온[*])은 일본어와 그리스어로 이루어져 있다. ‘신세기’(新世紀)란 ‘새로운 시대’, 또는 ‘새로운 세기’를 의미한다. 고대 그리스어로 ‘에반게리온’(εὐαγγέλιον)이란 ‘희소식’ 또는 ‘복음’이라는 뜻이다. 해외 배급시 제목인 Neon Genesis Evangelion(νέον γένεσις εὐαγγέλιον)은 가이낙스 측에서 직접 지은 제목이다. 다만 이 제목은 고대 그리스어 문법에 맞지 않다. Neon은 ‘새로운’이라는 뜻이며, Genesis는 ‘근원/원천’ 또는 ‘탄생/유래’라는 뜻이다. 성경의 첫 번째 낱권으로, 세계의 창조가 묘사되어 있는 창세기 역시 genesis라고 한다. Evangelion(라틴어로 Evangelium)은 ‘좋은’이라는 뜻의 eu(ευ)과 ‘사절(使節)’이라는 뜻의 angelos(άγγελος)이 결합한 단어이다.
처음에 기획된 제목은 ‘알키온’(Alcion; 일본 발음으로는 아루시온) 이었으나, 캐릭터 디자이너 사다모토 요시유키가 ‘에반게리온’을 지지하여 에반게리온으로 결정되었다.

### 메카닉 디자인
기존 건담 시리즈에서 정형화되어 있던 로봇물의 메카닉 디자인에서 에반게리온은 그것을 뒤집어 지금까지와는 다른 새로운 모습을 보여주었다.
그로 인해 에반게리온의 로봇 애니메이션으로서의 메카닉 디자인은 이전 로봇물 시리즈의 디자인에 비해 굉장히 획기적이라는 평가를 받고 있다.
〈신세기 에반게리온〉에 등장하는 로봇의 디자인은 100% 기계와 금속으로 구성된 로봇보다는 유기물에 생명을 부여해서 제작된 인조생명체의 면이 부각되어 있다. 기존의 정교한 나사나 관절은 없으며 어깨 또한 비대하고 팔과 다리는 늘씬하며 장갑이 파손되어 드러나는 부분은 기계가 아닌 마치 근육이 뜯어진 것과 같은 인상을 준다.
한편으로, 전기 공급을 통해 동작하며 파일럿의 명령에 따르고, 거대하며 외형이 금속으로 되어 있는 부분은 기존의 로봇 애니메이션의 디자인을 따르고 있는 부분이 있기도 하다. 따라서 〈신세기 에반게리온〉은 기존의 로봇 애니메이션과의 차이점이 있음에도 불구하고 로봇 애니메이션으로 분류되고 있다.
에반게리온의 상대역으로 등장하는 사도의 디자인도 주목할 수 있다. 〈신세기 에반게리온〉 TV 시리즈의 총 26화 중 등장하는 사도들은 제3사도에서 제17사도까지 총 15개의 개체들이 등장하는 데 이들 중에는 제5사도 라미엘은 모든 공격을 무력화시키고 목표를 향해 이동하기만 하며 제11사도 이로엘(또는 이로울)은 컴퓨터에 침입하는 바이러스의 형태를 띠고 있고 제16사도 아르미사엘은 빛의 형태로 에반게리온과 파일럿에 침투하여 자신을 파일럿과 동화시키는 기능이 있다. 거대 로봇의 적으로서 등장할 수 있는 모든 형태의 상상을 자유롭게 펼쳐 놓은 사도의 스타일은 다양성이 있다.

## 방영

### 출연진
| 배역                 | 일본어 성우       | 한국어 성우 |
| -------------------- | ----------------- | ----------- |
| 이카리 신지          | 오가타 메구미     | 안경진      |
| 소류 아스카 랑그레이 | 미야무라 유코     | 지미애      |
| 아야나미 레이        | 하야시바라 메구미 | 이진화      |
| 카츠라기 미사토      | 미츠이시 코토노   | 이나미      |
| 이카리 겐도          | 타치키 후미히코   | 안종국      |
| 아이다 켄스케        | 이와나가 테츠야   | 이진화      |
| 스즈하라 토우지      | 세키 토모카즈     | 이진화      |
| 나기사 카오루        | 이시다 아키라     | 지미애      |
| 아카기 리츠코        | 야마구치 유리코   | 최문자      |
| 이부키 마야          | 나가사와 미키     | 이진화      |
| 휴가 마코토          | 유우키 히로       | 박상훈      |
| 아오바 시게루        | 코야스 타케히토   | 유제상      |
| 후유츠키 코조        | 키요카와 모토무   | 정동열      |
| 킬 로렌츠            | 무기히토          | 신흥철      |
| 카지 료지            | 야마데라 코이치   | 김환진      |
| 호라키 히카리        | 이와오 준코       | 최수민      |

## 미디어 믹스
〈신세기 에반게리온〉본편 이외에 〈신세기 에반게리온〉공식 만화화 작품, 이카리 신지 육성계획 게임, 소설 등 여러 가지 미디어 믹스 상품들이 나와있다.
《신세기 에반게리온》과 관련된 만화로 제일 유명한 것은 1995년에 연재를 시작해 2013년 연재가 종료된 사다모토 요시유키가 본편을 기반으로 한 신세기 에반게리온 만화 작품이 있으며 그 외 하야시 후미노가 그린 신세기 에반게리온: 강철의 걸프렌드, 오사무 타카하시의 이카리 신지 육성계획, 민 민의 학원 다텐로쿠가 있다.
《신세기 에반게리온》과 관련된 미디어 믹스 게임 작품은 현재까지 콘솔 및 PC등 20개 이상의 게임이 발매되어 있다.

## 반응 및 평가

### 수상 내역
- 제 18회 일본SF대상
  - 《신세기 에반게리온》 (안노 히데아키)[45]
- 제 1회 문화청 미디어 예술제 애니메이션 부문
  - 안노 상: 《신세기 에반게리온》[46]
- 일본의 미디어 예술 100선
  - 애니메이션 부문1위: 《신세기 에반게리온》[47]
- 일본 아카데미상
  - 제 21회 화제상・작품 부문: 《신세기 에반게리온 극장판 Air/진심을 너에게》[48]
  - 제 21회 협회특별상: 《카도가와 츠쿠히토》[49]
  - 제 31회 안노 애니메이션 작품상: 《에반게리온: 서》[50]
  - 제 33회 안노 애니메이션 작품상: 《에반게리온: 파》[51]
  - 제 36회 안노 애니메이션 작품상: 《에반게리온: Q》[52]
- 제 39회 일본 레코드 대상
  - 기획상: 《신세기 에반게리온》[53]
- 일본 골드 디스크 대상
  - 제 11회: 앨범 상 애니메이션・학예부문: 《NEON GENESIS EVANGELION ADDITION》[54]
  - 제 11회: 특별표창: 《신세기 에반게리온》Genesis 0:1～0:10
  - 제 12회: 애니메이션 앨범 오브 더 이어ー: 《EVANGELION:DEATH》[55]
- 애니메이션 신토
  - 제 1회: 텔레비전 방송 부문 《신세기 에반게리온》[56]
  - 제 1회: 부문상・연출 부문: 《안노 히데아키》[56]
  - 제 2회: 회장특별상: 《신세기 에반게리온 극장판 사도신생》, 《신세기 에반게리온 극장판 Air/진심을 너에게》[56]
  - 제 2회: 인터렉리브 소프트 부문: 《신세기 에반게리온 강철의 걸프렌드》[56]
  - 제 2회: 음악 부문: 《사기스 시로》[55][56]
  - 제 13회: 신토상 작품상・극장 부문: 《에반게리온: 서》
- 제 3회 AMD Award'97
  - 패키지 부문・최고의 작가상: 《신세기 에반게리온 강철의 걸프렌드》[57]
- JASRAC상
  - 2008년 은상: 《신세기 에반게리온 BGM》[58]
  - 2011년 금상: 《잔혹한 천사의 테제》[59]
- 골딩로스 상
  - 제 15회: 안노 금상 《신세기 에반게리온 극장판 Air/진심을 너에게》《신세기 에반게리온 극장판 DEATH & REBIRTH 사도신생》
  - 제 25회: 화제상 《에반게리온: 서》
  - 제 27회: 안노 은상 《에반게리온: 파》
- 애니메이션 쥬・애니메이션 그랑프리
  - 그랑프리 제 18회 (1995년)제 19회 (1996년) 제 20회 (1997년)
  - 그랑프리 EDITORS CHOICE 제 18회 (1995년) 제 19회 (1996년) 제 20회 (1997년)
  - 부제 부문 (제 24화, 최후의 사자) 제 19회 (1996년)
  - 남성 캐릭터 부문 (이카리 신지) 제 19회 (1996년) 제 20회 (1997년)
  - 여성 캐릭터 부문 (아야나미 레이) 제 18회 (1995년) 제 19회 (1996년)
  - 애니메이션 송 부문 (잔혹한 천사의 테제) 제 18회 (1995년) 제 19회 (1996년)
  - 역대 베스트 원 작품 부문 제 20회 (1997년)
- 제 22회 디지털 콘텐츠 그랑프리
  - DCAj협회상: 《에반게리온: 서》[60]
- 도쿄 애니메이션 어워드
  - 제 7회: 애니메이션 오브 더 이어ー: 《에반게리온: 서》[61]
  - 제 9회: 개인 부문・음악상: 사기스 시로《에반게리온: 파》[61]
- 플레이스테이션 어워드 2009
  - PlayStation®Store 특별상: 《카츠라기 미사토 보도계획》
- 제 15회 리욘・아시아 영화제
  - 애니메이션 부문제 1위: 《에반게리온: 파》
- BDA Disc Title Award 2010
  - 대상:《에반게리온: 파 EVANGELION: 2.22 YOU CAN (NOT)ADVANCE.》
- DEG 재팬 어워드 블루레이 대상
  - 사용자 특별상:《에반게리온: 파 EVANGELION: 2.22 YOU CAN (NOT)ADVANCE.》

### 수익
1997년 당시 관련 상품의 총 수익 금액은 300억엔을 넘었으며 2007년 기준으로 총 1500억엔의 수익을 올린 것으로 집계되었다.
| 내용                                                        | 기록                   | 비고                    | 주석            |
| ----------------------------------------------------------- | ---------------------- | ----------------------- | --------------- |
| 신세기 에반게리온 극장판 1997년 , 1998년 공개               | 45억엔 이상            | 흥행 수입               | [ 63 ]          |
| 에반게리온: 서 2007년 공개                                  | 20억엔                 | 흥행 수입               | [ 64 ]          |
| 에반게리온: 파 2009년 공개                                  | 40억엔                 | 흥행 수입               | [ 65 ]          |
| CD《잔혹한 천사의 테제》                                    | 32만매                 |                         | [ 66 ]          |
| CD《Fly Me to the Moon》                                    | 15만매                 |                         | [ 66 ]          |
| CD《잔혹한 천사의 테제 / FLY ME TO THE MOON》               | 60만매                 |                         | [ 66 ]          |
| CD《혼의 루프란》                                           | 80만매                 | 오리콘 3위              | [ 66 ]          |
| CD《THANATOS/Komm, süsser Tod》                             | 90만매                 | 오리콘 2위              | [ 67 ]          |
| CD《NEON GENESIS EVANGELION》                               | 20.4만매               | 오리콘 12위             |                 |
| CD《NEON GENESIS EVANGELION II》                            | 21.2만매               | 오리콘 4위              |                 |
| CD《NEON GENESIS EVANGELION III》                           | 21.9만매               | 오리콘 1위              | [ 68 ] [ 주 5 ] |
| CD《NEON GENESIS EVANGELION ADDITION》                      | 26.3만매               | 오리콘 18위             |                 |
| CD《EVANGELION:DEATH》                                      | 35.6만매               | 오리콘 1위              | [ 68 ] [ 주 6 ] |
| CD《THE END OF EVANGELION》                                 | 26.3만매               | 오리콘 3위              |                 |
| CD-ROM                                                      | 20만매 이상            | 시리즈 집계             | [ 69 ]          |
| LD합계                                                      | 150만매                | 일본 내 LD매상 최고매수 | [ 70 ]          |
| LD・VHS・DVD 합계                                           | 450만매                |                         | [ 71 ]          |
| 신세기 에반게리온 문고 사진집 REI ; ASUKA ; SHINJI ; KAWORU | 50만부                 | 4권 합계                | [ 66 ]          |
| 필름 북                                                     | 360만부                | 9권                     | [ 66 ]          |
| 뉴타입 100% 콜렉션 신세기 에반게리온                        | 25만부                 |                         | [ 66 ]          |
| eve 2015년의 여신들 신세기 에반게리온PHOTO FILE 01          | 20만부                 |                         | [ 69 ]          |
| ADAM 2015년의 전사들 신세기 에반게리온PHOTO FILE 02         | 15만부                 |                         | [ 69 ]          |
| 신세기 에반게리온RPG NERV백서                               | 7만부                  |                         |                 |
| 만화판 신세기 에반게리온                                    | 2300만부               | 13권                    | .               |
| 파칭코 CR신세기 에반게리온                                  | 10만대                 |                         |                 |
| 파칭코 CR신세기 에반게리온 세컨드 임팩트]                   | 16.1만대               |                         | [ 73 ]          |
| 파칭코 CR신세기 에반게리온 ~기적의 가치는~                  | 18.7만대               |                         | [ 73 ]          |
| 파칭코 CR신세기 에반게리온 ~사도, 재림~                     | 19.7만대               |                         | [ 74 ]          |
| 파칭코 CR신세기 에반게리온 ~최후의 사도~                    | 23.7만대               |                         | [ 75 ]          |
| 파치슬로 신세기 에반게리온 ~진심을 너에게~                  | 9.8만대                |                         | [ 76 ]          |
| 파치슬로 신세기 에반게리온 ~약속의 시간~                    | 9만대                  |                         | [ 77 ]          |
| 에바 부 (UCC와의 콜라보레이션 커피)                         | 40만 케이스 (1200만본) | 1997년 발매             | [ 78 ]          |
| 에바 부 (UCC와의 콜라보레이션 커피)                         | 30만 케이스 (900만본)  | 2007년 발매             | [ 78 ]          |

| 내용          | 기록            | 비고                                     |
| ------------- | --------------- | ---------------------------------------- |
| CD            | 366만매         | 주제가 싱글과 사운드트랙을 합친 집계기록 |
| VHS・LD       | 256만본 이상    | 10권                                     |
| 필름 북       | 360만부 이상    | 9권                                      |
| 프라모델      | 152만 세트 이상 |                                          |
| 게임 소프트   | 100만본 이상    | 게임 2개                                 |
| 트레이딩 카드 | 9000만매 이상   |                                          |

### 애니메이션 업계에 대한 영향
이 작품은 사회현상까지 나타난 1990년대를 대표하는 애니메이션 작품으로 그 동안 축적된 일본의 영화와 일본의 특촬, 애니메이션의 각종 기법 등을 총집결한 작풍(作風)을 더해 캐릭터들의 내적인 면을 표현하는 등 참신한 연출이 이후의 애니메이션 작품들에 지대한 영향을 끼쳤다《우주전함 야마토》 (1974년) 《기동전사 건담》(1979년) 에 이은 제3차 애니메이션 혁명이라 불리기도 한다.
일본의 콘텐츠 산업은 원래 하나의 미디어로 표현된 작품을 소설, 만화, 애니메이션, 게임, 음반, 캐릭터 상품 판매 등 다양한 방법으로 파생 상품을 만들어 각 미디어 별 약점을 보완한 미디어 믹스 기술이 1980년대 후반부터 활발히 사용되었다. 비슷한 시기의 슬레이어즈 시리즈나, 기동전함 나데시코와 함께 그 흐름을 확립한 작품으로 특히 "원작이 없는 애니메이션을 중심으로 한 미디어 믹스"의 효시가 된 작품이다.
이 작품의 성공은 일본 내에서 아니메 중흥기라고 할 수 있는 애니메이션 붐으로 이어져 방송 이후 1997년 이후 일본 수도권에서는 텔레비전의 프로그램에서 각종 애니메이션들이 매주 약 50편이 방영되는 공전의 대반향을 일으켰으며 이 작품이 심야 시간대에 재방송으로 높은 시청률을 이루어 낸 계기로 애니메이션의 심야 방송이 늘어나 현재의 애니메이션의 심야 방송 체계를 구축했다고 평가를 받고 있다. 텔레비전 애니메이션 제작위원회 방식의 첫 시험 작품이기도 하며 이 애니메이션의 뛰어난 성공 사례는 현재 일본 애니메이션의 주류를 이루고 있는 제작 방식이 정착되는 한 요인이 되었다.
또한 이 작품의 종반부에는 작품 내의 사회와 이에 관련된 사람들이 거의 묘사되지 않고 주인공 이카리 신지의 행동과 내면성이 그대로 '세계의 위기'와 동시에 그려진다. 이러한 '고뇌하는 주인공의 정신 세계와 현실 세계가 연동되어서 세계의 운명을 좌우하는 듯한' 설정은 세카이계 장르 형성에 크게 기여하여서, 이른바 '포스트 에반게리온 증후군'이 나타났다.

## 10주년 기념 프로젝트
2003년부터 2007년 현재에 이르기까지, 에반게리온 시리즈의 붐을 재조성하기 위한 기획이다.
우선, 기획 개시부터 10주년을 맞은 2003년에, 작품의 디지털 리마스터링하고, 음성을 5.1채널로 바꾼 리뉴얼판 DVD 발매, 신작 게임의 판매가 이루어졌다. 만화판이 연재 10주년을 맞은 2004년 12월에는 파칭코로 'CR 신세기 에반게리온'이 발매되었다. 그 후 TV 시리즈 방송 10주년이 되는 2005년 7월에는 《신세기 에반게리온》의 파칭코 슬롯머신이 발매되었다. 또한 에바 관련 CD 앨범 및 피규어가 다수 발매되었다. 그 가운데 10주년 기념 앨범 'DECADE'에 수록된 〈잔혹한 천사의 테제〉, 〈혼의 루프랑〉등은 새롭게 재즈 풍으로 어레인지되었다.
그리고 2006년 2월(방송 종료 10주년에 해당함)에 에반게리온의 두 번째 파칭코 머신인 'CR신세기 에반게리온 세컨드 임팩트'가 발표되었으며, 이 해의 여름부터 'EVANGELION CHRONICLE'이 창간되었다. 2007년 2월(극장판 완결 10주년)에는 파칭코 머신의 제 3탄(CR 신세기 에반게리온 - 기적의 가치는 -)이 발표되고, 2월 23일에 일본우정공사에서 발표된 특별 우표 가운데 에반게리온의 우표도 같이 발표되었다. 9월 1일 신 극장판이 개봉되었다.

## 갤러리

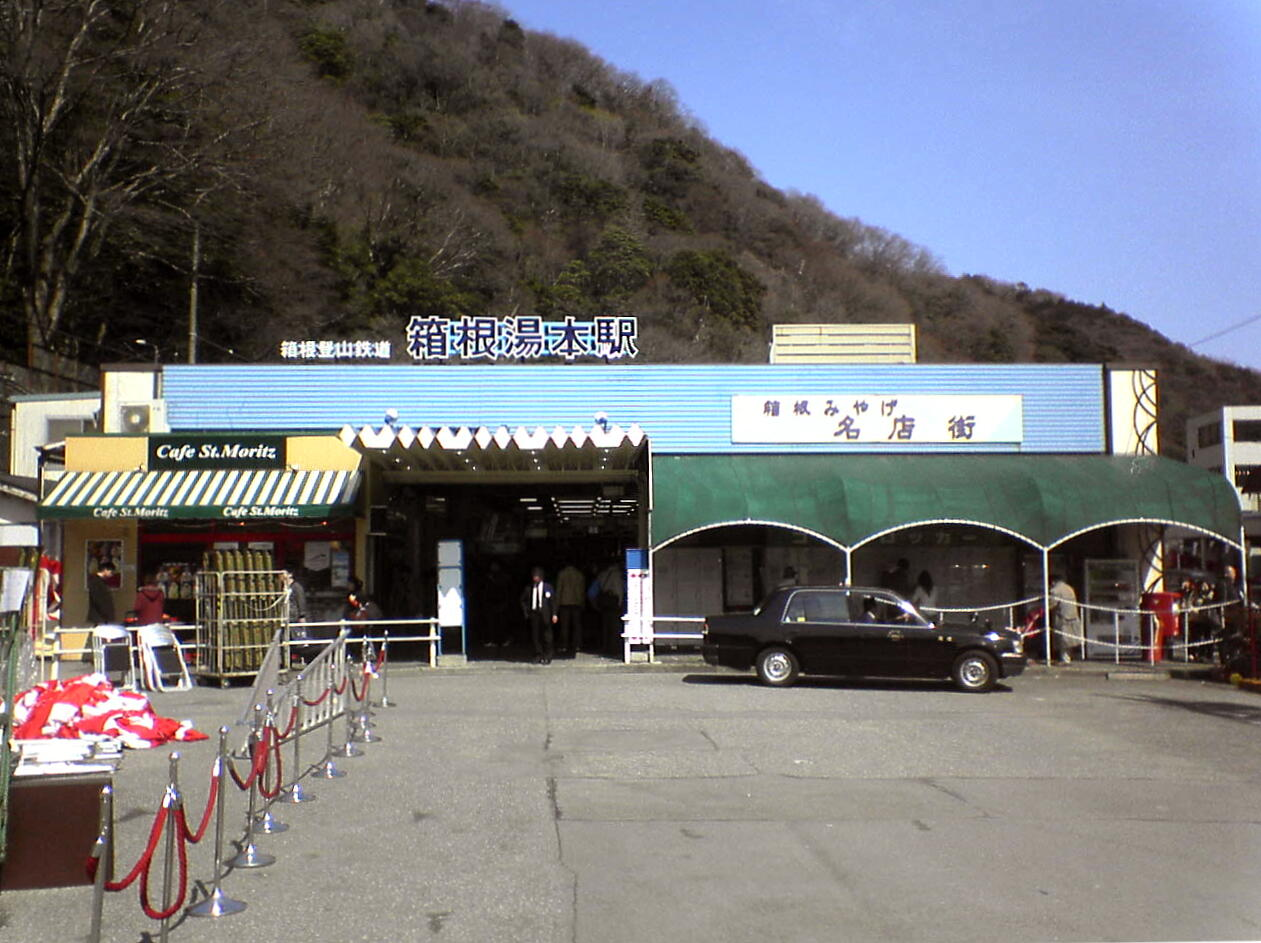
하코네유모토 역의 구 역사 (2005년 3월 19일 촬영) TVA판 제 4화의 무대이다.

## 같이 보기
- 《신세기 에반게리온 (만화)》
- 신세기 에반게리온 프랜차이즈
- 신세기 에반게리온 미디어 목록

### 내용주
1. ↑  "그 복잡성과 상상력은 물론, 어지러울 정도의 기독교 및 유대교 종교 상징들의 나열에 있어 거의 블레이크적인 신화적 우주를 구축하면서, 이 시리즈는 인간 정체성의 구조에 관한 의문을 던져준다. 이 의문은 정체성과 테크놀로지 사이의 관계 뿐만 아니라, 그 실재 자체와의 관계에 관한 의문이기도 하다."[12]
2. ↑  《왓치맨》과 《에반게리온》은 여러 가지 공통점을 가지고 있다. 《왓치맨》이 좀더 문학적이긴 하지만, 《왓치맨》이 슈퍼히어로물의 세계를 허구라고 폭로했던 것만큼이나 가혹하게 《에반게리온》은 거대로봇물을 찢어발기고 있다.[13]
3. ↑  안노의 말: "나는 사실 예전에는 인간심리학에 대해 별 관심이 없었다. 대학 시절에 한 번 수강을 해보았을 따름이다. 하지만 언제나 내 마음속에는 인간의 정신을 파헤쳐 보겠다는 무언가가 자리잡고 있었던 것 같다. 나는 인간들에 대해 별 관심이 없었다고 생각되지만, 내 자신에 관한 이야기를 해야 했을 때, 나는 설명을 하기 위한 언어가 필요했다. 그래서 나는 심리학에 관한 책을 읽기 시작했다. 제16화에서부터 에반게리온의 스토리는 인간의 마음 속에는 도대체 무엇이 있느냐는 이야기로 곧장 날아간다. 나는 나 자신에 관한 이야기를 썼다. 내 친구가 인간 정신병리에 관한 책을 빌려줬는데 이게 내게 충격을 줬다. 마치 내가 무슨 말을 하고 싶었는지 마침내 찾아낸 것 같았다."[14]
4. ↑  “에반게리온을 시작하는 이 에피소드는 고전적인 ‘세계를 구하라’ 전개에서 사용되는 전통적 기법으로 가득차 있다. 다만 관객들에게 이카리 신지라는 14세의 전혀 영웅적이지 않은 표면적인 영웅(주인공)을 보여주면서 이 전통들은 약화된다. … 전형적인 SF 아니메라면, 신지는 에바에 열정을 가지고 탑승하여 세계를 구하는 일에 착수해야 한다. 그러나 신지는 에바에 탑승해 사도―17개 중 3번째―를 섬멸하는 데 성공하지만 이것은 결국 마지못해 한 일이며, 전형적인 영웅 캐릭터와는 달리 울화, 공포, 상처받기 쉬운 취약함을 드러내고 있다.”[19]
5. ↑  애니메이션 사운드트랙이 오리콘 1위를 차지한 건 애니메이션 역사상 3번째
6. ↑  애니메이션 사운드트랙이 오리콘 1위를 차지한 것은 애니메이션 역사상 4번째
7. ↑  단, 프로젝트 담당 오오츠키 토시미치에 의하면 텔레비전 판 크레딧에 나와 있는 〈Project EVA〉는 실질적으로 오오츠키 1명만 있었으며 제작위원회의 회의도 한번도 이뤄지지 않았다고 한다 (《키마네 순보》2007년 9월초 호 28쪽, 《스키조 에반게리온》158페이지). 구극장판은 제작위원회가 있었지만 신극장판은 카라의 자사제작이다

### 참조주
1. ↑  “「에바」총감독 극장에서 "긴급성명"”. 2007년 2월 12일. 2007년 4월 29일에 원본 문서에서 보존된 문서. 2013년 9월 7일에 확인함.
2. ↑  “Evangelion - 10 years of Death and Re:Birth”. Panel discussion from Tekkoshocon 2006 including Tiffany Grant and Matt Greenfield. Filmed by a fan. YouTube. 2011년 6월 30일에 원본 문서에서 보존된 문서. 2012년 3월 18일에 확인함.
3. ↑  武田康廣, The Notenki memoirs: studio Gainax and the men who created Evangelion 166쪽
4. 1 2  Mike Hale (2009년 9월 17일). “Saving the Earth With a Quasi-Human Partner” (영어). 2012년 3월 18일에 확인함.
5. 1 2  東 浩紀 4쪽
6. ↑  Napier, 424쪽, 2002년
7. ↑  신세기 에반게리온은 제18회 일본SF대상을 수상받았다. Gainax's coverage of award ceremony 링크 참조
8. ↑  “Japan Media Arts Festival awards”. 2008년 12월 2일에 원본 문서에서 보존된 문서. 2012년 12월 12일에 확인함.
9. ↑  “Animation Kobe winners” (일본어). 2008년 5월 12일에 원본 문서에서 보존된 문서. 2008년 10월 26일에 확인함.
10. ↑  “문화청 미디어 예술제 10주년 기획 설문조사 일본의 미디어 예술 100선 결과발표” (일본어). Plaza.bunka.go.jp. 2008년 9월 13일에 원본 문서에서 보존된 문서. 2012년 12월 12일에 확인함.
11. ↑  "The rise of apocalypticism: What on earth is the world is coming to?"[깨진 링크(과거 내용 찾기)], The Montreal Gazette
12. ↑  Susan J. Napier, 424쪽, 2002년
13. ↑  Uzumeri, David (2011년 6월 17일). “Alan Moore x Hideaki Anno: Their Failed Assassinations of Their Genres” (영어). ComicsAlliance. 2012년 3월 18일에 확인함.
14. ↑  庵野 秀明, Protoculture Addicts 43쪽.
15. ↑  Susan J. Napier, 419쪽, 2002년
16. 1 2  貞本, 義行 (1998년 12월) [1995]. 〈What were we trying to make here?〉. 《Neon Genesis Evangelion, Vol. 1》. Essay by Hideaki Anno; translated by Mari Morimoto, English adaptation by Fred Burke. San Francisco: VIZ Media LLC. 170–171쪽. ISBN 1-56931-294-X.
17. ↑  TV 애니메이션보다 먼저 연재를 시작하였다.
18. ↑  Aerial Magazine에서 1997년 1월에 가진 아모스 옹(Amos Wong)과 안노 히데아키의 인터뷰: “Interview with Hideaki Anno, director of 'Neon Genesis Evangelion'” (영어). 2008년 2월 28일. 2008년 5월 16일에 원본 문서에서 보존된 문서. 2007년 5월 4일에 확인함. It's strange that 'Evangelion' has become such a hit - all the characters are so sick!
19. ↑  Susan J. Napier, 2002년 424쪽 ~ 425쪽
20. ↑  제14화 아이캐치 이후 파트 시작 이후 2분 경에서 확인할 수 있음
21. ↑  Trivia for "Shin seiki evangerion" (1995). Internet Movie Database, accessed on 29 November 2008 (English).
22. 1 2 3 4  Hideaki Anno: 雑记. 2 November 2000, archived from the original on 27 September 2007, accessed on 27 May 2009 (Japanese, Annotated, English translation 보관됨 2007-08-19 - 웨이백 머신).
23. 1 2  東 浩紀: Anime or something like it: Neon Genesis Evangelion, 수필
24. ↑  Krystian Woznicki für das BLIMP Filmmagazin, auf Nettime mailing list archives 아즈마 히로키 인터뷰; 1998년 2월
25. 1 2 3  Patrick Drazen: Evangelion; in Anime Explosion! – The What? Why? & Wow! of Japanese Animation. Stone Bridge Press, 2002.
26. ↑  (독일어) Interview with Tsurumaki Kazuya (Studio GAINAX) 보관됨 2017-09-03 - archive.today. Anime no Tomodachi, accessed on 28 February 2009.
27. ↑  Hideaki Anno Talks to Kids. Anime News Network , 3 May 2007, accessed on 28 February 2009 (English).
28. ↑  Angela Grosse: Mensch oder Affe - der (kleine) Unterschied[깨진 링크(과거 내용 찾기)]. In: abendblatt.de. Hamburger Abendblatt, 14. November 2006, abgerufen am 9. März 2011.
29. ↑  Gershom Scholem : Zur Kabbala und ihrer Symbolik. Suhrkamp, 1981
30. ↑  Susan J. Napier: Anime-from Akira to Princess Mononoke: Experiencing Contemporary Japanese Animation, S. 96 ff. Palgrave, 2002.
31. 1 2  뉴타입 1996년 11월호
32. 1 2 3  Yasuhiro Takeda: The Notenki Memoirs - Studio Gainax and the Man who created Evangelion. ADV Manga, 2005
33. ↑  “Neon Genesis Evangelion (TV)”. 아니메 뉴스 네트워크. 2009년 3월 19일에 확인함.
34. ↑  Jonathan Clements, Helen McCarthy: The Anime Encyclopedia. Revised & Expanded Edition S. 185. Berkeley 2006, Stone Bridge Press.
35. 1 2  (독일어) 사다모토 요시유키 인터뷰 보관됨 2011-07-19 - 웨이백 머신, 1999년 9월
36. ↑  “Ursprüngliche Handlung von Neon Genesis Evangelion aus dem Artbook 100% Newtype Collection, inoffizielle Übersetzung des japanischen Textes ins Englische.” (영어). 1998년 4월 15일. 2009년 7월 4일에 원본 문서에서 보존된 문서. 2009년 2월 28일에 확인함.
37. ↑  1996년 4월 2일 방영, 하야시바라 메구미의 라디오 방송 《하야시바라 메구미의 Heartful Station》에서의 안노의 발언
38. ↑  소년 에이스 1996년 6월호 (4월 25일 발매)
39. ↑  오구로 유이치로《애니메이션 씨의 칠전팔기》 제60회
40. 1 2  신세기 에반게리온 "소동" 소사, 닛케이 엔터테인먼트! 1997년 창간호 (인터넷 아카이브 캡슐)
41. ↑  《신세기 에반게리온의 모든 것 신생보완계획》, 테레비 도쿄, 1997년 3월 방영
42. ↑  Thomas Lamarre: Full Limited Animation in ga-netchû! Das Manga Anime Syndrom. Henschel Verlag, 2008.
43. ↑  Patrick Drazen: Anime Explosion! – The What? Why? & Wow! of Japanese Animation, S. 17. Stone Bridge Press, 2002.
44. ↑  안병욱 (2009년 4월 1일). 《로봇을 향한 열정, 일본 애니메이션-아톰에서 에반게리온까지》.
45. ↑  SFWJ:list 보관됨 2011-08-07 - 웨이백 머신, 일본SF대상 공식 사이트
46. ↑  제 1회 문화청 미디어 예술제 수상작품 보관됨 2011-03-12 - 웨이백 머신 문화청 미디어 예술 플라자
47. ↑  태양의 탑・슬램 덩크 등〈미디어 예술 100선〉 보관됨 2011-09-21 - 웨이백 머신, asahi.com, 2006년10월 3일
48. ↑  제 21회 일본 아카데미상 보관됨 2009-04-28 - 웨이백 머신, 알본 아카데미상 공식 사이트
49. ↑  헤이세이 9년도 공개된 영상 (《신세기 에반게리온 극장판 사도 신생》, 《신세기 에반게리온 극장판 Air/진심을 너에게》, 《시츠라쿠텐》) 기획 및 제작에 대한 평가. 자세한 사항은 제 21회 일본 아카데미 상-가도카와 츠쿠히코 보관됨 2009-07-22 - 웨이백 머신
50. ↑   일본 아카데미상 공식 사이트,
51. ↑   일본 아카데미상 공식 사이트
52. ↑   일본 아카데미상 공식 사이트
53. ↑  “제 39회 일본 레코드 대상”. 2007년 12월 19일에 원본 문서에서 보존된 문서. 2008년 10월 28일에 확인함.
54. ↑  제 11회일본 골든 디스크 대상・수상작품/아티스트
55. 1 2  “제 1회 사기스 시로 에반게리온 음악 세계”. 2009년 8월 25일에 원본 문서에서 보존된 문서. 2009년 8월 25일에 확인함.
56. 1 2 3 4 5  애니메이션 신토-지금까지의 기록, 애니메이션 신토 공식 사이트
57. ↑  “AMDAWARD--제 3회 AMD Award '97 패키지 부문”. 2011년 11월 23일에 원본 문서에서 보존된 문서. 2012년 7월 13일에 확인함.
58. ↑  국내 작품 분류별 베스트10 (금/은/동상 관련) 2008년도 보관됨 2013-05-02 - 웨이백 머신, JASRAC 공식 사이트
59. ↑   보관됨 2014-12-26 - 웨이백 머신, JASRAC 공식 사이트
60. ↑   보관됨 2012-01-06 - 웨이백 머신 재단법인 디지털 콘텐츠 협회
61. 1 2   보관됨 2013-01-27 - 웨이백 머신 도쿄 애니메이션 어워드
62. ↑  5분이면 알 수 있는《에바》강좌, 《닛케이 엔터테인먼트!》1997년 8월 호에서 인용 (인터넷 아카이브 캡슐)
63. 1 2  《에반게리온:서》 광고지에서 인용
64. ↑  “2007년  (헤이세이 19년 ) 흥행 수입 10억엔 이상 방송 프로그램” (PDF). 일본영화제작자연맹. 2012년 8월 16일에 확인함.
65. ↑  “2009년  (헤이세이 21년 ) 흥행 수입 10억엔 이상 방송 프로그램” (PDF). 일본영화제작자연맹. 2012년 8월 16일에 확인함.
66. 1 2 3 4 5 6 7  THE END OF EVANGELION Data, 토에이 내 공식 사이트 (인터넷 어카이브 캡슐)
67. ↑  〈사기스 시로가 새 앨범 에반게리온〈타나토스〉등 수록〉《요미우리 신문》1999년 11월 9일부 도쿄 석간, 7면
68. 1 2  《강철의 연금술사》가 역사상 처음으로 1위,오리콘 ,2004년 10월 19일
69. 1 2 3  “멀티미디어 인맥지도/가도카와 쇼텐 월간 소년 에이스 편집장 이노우에 신이치로에게 듣는다”. 2007년 7월 8일에 원본 문서에서 보존된 문서. 2017년 5월 12일에 확인함.
70. ↑  신세기 에반게리온-전뇌보완계획-제2장 에센셜 에반게리온 크로니클 (발간 : 비브 / 발행 : 소니 매거진즈)
71. ↑  2006년 9월 10일 조간신문
72. ↑  NEWS RELEASE 주식회사 가도카와 그룹 홀딩스 보관됨 2013-10-16 - 웨이백 머신 2012년 10월 30일
73. 1 2  필즈 주식회사, 헤이세이 19년 3월기 결집단신 (PDF 파일)
74. ↑  “필즈 주식회사, 헤이세이 20년 3월기 결집단신 (PDF파일)” (PDF). 2012년 1월 14일에 원본 문서 (PDF)에서 보존된 문서. 2013년 7월 1일에 확인함.
75. ↑  , MORNINGSTAR, 2009년 9월 28일
76. ↑  필즈 주식회사, 헤이세이 20년 3월기 중간결집단신 (PDF파일)
77. ↑  주식회사 SANKYO, 헤이세이 21년 3월기 결집단신 (PDF파일)
78. 1 2  “희귀품 〈에바 부〉발매 레이와 아스카가 메이드복을 입은 그림이 있는 상품 한정 생산, 마이니치 jp, 2008년 3월 11일 등록”. 2008년 3월 15일에 원본 문서에서 보존된 문서. 2008년 3월 15일에 확인함.
79. ↑  게임 잡지《전격 PlayStation》가 신극장판 특집기사를 내보낼때 〈각 업계에 대한 영향〉에 대한 기사를 게재했다. 이 기사에서 게임 개발자에 대한 설문조사에서도 〈이 작품의 영향을 받았다〉고 응답한 숫자가 많았다. 또한 우노 츠네히로의 저서 《제로 시대의 상상력》에서도 1990년대 사회 전체를 덮은《기분》(옴므 진리 등으로 대표되는 파멸 (할마게돈）사상, 히키코모리의 사상, 젊은이의 성숙 문제)를 대표하는 작품으로 불리며, 1990년대 후반 이후의 세카이계계 작품에 대해 영향 여부가 검증되었다. 그 밖에 아즈마 히로키의 저서와 잡지 《월간 뉴타입》2007년 11월호, 서브컬쳐 잡지
 (増田聡 (1997). “에바에 사로잡힌 사람들의 희비국 - 서브컬쳐를 둘러싼 담론 투쟁”. 《오사카대학 대학원 예술학 전공 97년 하계 집중 강의 음악학 각론 연습 보고》. 2009년 7월 4일에 원본 문서에서 보존된 문서. 2008년 8월 23일에 확인함.）등 다수.
또한 텔레비전 애니메이션 《춤추는 대수사선》도 이 작품으로부터 연출과 관련 모티브를 따온 것으로 알려졌다 (2007년 8월 30일 방영《잠이 깨는 텔레비전》내 에바 특집 시작 부분에서 가루베 신이치의 발언 "춤추는 대수사선 등 다양한 작품에 영향을 주었다" 등)
80. ↑  사도신생 예고문 중. 또는야스다 모모코 (2006년 7월 23일). “영구 불멸 에바의 인기”. PJ 뉴스. 2008년 5월 1일에 원본 문서에서 보존된 문서. 2008년 8월 23일에 확인함.
81. ↑  《월간 뉴타입》1995년 1월호 안노 히데아키와 사다모토 요시유키와의 대담.
82. ↑  《월간 뉴타입 2006년 10월호》에서 인용. 1996년에는 1작품 밖에 없었던 심야 애니메이션 (《엘프를 사냥하는 것들》)가 1997년에는 12작품, 1998년에는 24작품으로 급속히 증가했다
83. ↑  에반게리온:서 공식 사이트 해설 보관됨 2015-02-19 - 웨이백 머신 인용. 단, 이 제작위원회 제작 방식은 애니메이션의 조제 남발을 불러 2007년부터 《신극장판》에서는 이 방식과 결별하여 카라의 100% 출자 방식으로 경제적 위험을 모두 받는 것으로 변경했다 (《서브라》15호)
84. ↑  뉴타입 2006년 10월호
85. ↑  이 라이트 노벨이 대단해! 2005. 다카라지마사, p.140 ISBN 4-7966-4388-5
86. ↑  “애니메이션・히어로・히로인 시리즈〈제5편〉〈신세기 에반게리온〉발행”. 2007년 8월 30일에 원본 문서에서 보존된 문서. 2007년 9월 5일에 확인함.

## 참고 자료
- (영어) Takeda, Yasuhiro (2002년, 2005년) The Notenki memoirs: studio Gainax and the men who created Evangelion, ADV Manga. ISBN 1-4139-0234-0.
- (영어) Wong, Amos, (1996년 1월) 《신세기 에반게리온》의 감독 안노 히데아키와의 인터뷰[깨진 링크](과거 내용 찾기)("Interview with Hideaki Anno, director of Neon Genesis Evangelion"), Aerial Magazine
- (영어) Susan J. Napier, (2002년 11월). "When the Machines Stop: Fantasy, Reality, and Terminal Identity in Neon Genesis Evangelion and Serial Experiments Lain". Science Fiction Studies 29 (88): 418–435. ISSN 00917729. 2007-05-04 검색됨.
- (영어) Saito, Tamaki (2009년). Beautiful Fighting Girl. University of Minnesota Press. ISBN 978-0-8166-5450-5.